# Campeonato Mundial de Halterofilismo de 2013 - Até 62 kg masculino
A categoria até 62 kg masculino foi um evento do Campeonato Mundial de Halterofilismo de 2013, disputado no Salão do Centenário, em Breslávia, na Polónia, no dia 22 de outubro de 2013.

## Calendário
Horário local (UTC+2)
| Dia           | Horário | Fase    |
| ------------- | ------- | ------- |
| 22 de outubro | 14:00   | Grupo B |
| 22 de outubro | 19:55   | Grupo A |

## Medalhistas
| Evento    | Ouro                 | Ouro   | Prata            | Prata  | Bronze               | Bronze |
| --------- | -------------------- | ------ | ---------------- | ------ | -------------------- | ------ |
| Arranque  | Kim Un-guk (PRK)     | 150 kg | Chen Lijun (CHN) | 146 kg | Óscar Figueroa (COL) | 139 kg |
| Arremesso | Óscar Figueroa (COL) | 177 kg | Chen Lijun (CHN) | 175 kg | Kim Un-guk (PRK)     | 170 kg |
| Total     | Chen Lijun (CHN)     | 321 kg | Kim Un-guk (PRK) | 320 kg | Óscar Figueroa (COL) | 316 kg |

## Recordes
Antes desta competição, o recorde mundial da prova era o seguinte:
| Recorde         | Tipo      | Atleta            | Peso   | Local   | Data                 |
| Recorde Mundial | Arranque  | Shi Zhiyong (CHN) | 153 kg | Esmirna | 28 de junho de 2002  |
| Recorde Mundial | Arremesso | Le Maosheng (CHN) | 182 kg | Busan   | 2 de outubro de 2002 |
| Recorde Mundial | Total     | Kim Un-guk (PRK)  | 327 kg | Londres | 30 de julho de 2012  |

## Resultado
Os resultados foram os seguintes. 
| Pos.              | Atleta                        | Grupo | Peso  | Arranque (kg) | Arranque (kg) | Arranque (kg) | Arranque (kg)     | Arremesso (kg) | Arremesso (kg) | Arremesso (kg) | Arremesso (kg)    | Total |
| Pos.              | Atleta                        | Grupo | Peso  | 1             | 2             | 3             | Resultado         | 1              | 2              | 3              | Resultado         | Total |
| ----------------- | ----------------------------- | ----- | ----- | ------------- | ------------- | ------------- | ----------------- | -------------- | -------------- | -------------- | ----------------- | ----- |
| Medalha de ouro   | Chen Lijun (CHN)              | A     | 61.72 | 138           | 143           | 146           | Medalha de prata  | 173            | 173            | 175            | Medalha de prata  | 321   |
| Medalha de prata  | Kim Un-guk (PRK)              | A     | 61.63 | 145           | 150           | 154           | Medalha de ouro   | 170            | 173            | 173            | Medalha de bronze | 320   |
| Medalha de bronze | Óscar Figueroa (COL)          | A     | 61.92 | 135           | 139           | 141           | Medalha de bronze | 175            | 177            | 183            | Medalha de ouro   | 316   |
| 4                 | Francisco Mosquera (COL)      | A     | 61.48 | 130           | 130           | 135           | 5                 | 165            | 170            | 170            | 4                 | 295   |
| 5                 | Ivaylo Filev (BUL)            | A     | 61.83 | 133           | 135           | 135           | 4                 | 160            | 164            | 165            | 7                 | 293   |
| 6                 | Majid Askari (IRI)            | A     | 61.35 | 128           | 132           | 133           | 7                 | 160            | 165            | 165            | 5                 | 288   |
| 7                 | Yoichi Itokazu (JPN)          | A     | 61.63 | 127           | 127           | 131           | 8                 | 160            | 160            | 167            | 6                 | 287   |
| 8                 | Ruslan Makarov (UZB)          | A     | 61.41 | 120           | 123           | 125           | 9                 | 151            | 155            | 160            | 8                 | 280   |
| 9                 | Thawatchai Phonchiangsa (THA) | B     | 61.82 | 115           | 117           | 119           | 11                | 150            | 155            | 160            | 9                 | 274   |
| 10                | Antonio Vázquez (MEX)         | B     | 61.66 | 110           | 115           | 118           | 15                | 144            | 148            | 151            | 10                | 266   |
| 11                | Erik Herrera (ECU)            | B     | 61.59 | 114           | 114           | 114           | 16                | 145            | 150            | 153            | 11                | 264   |
| 12                | Dilli Senthamizh Selvan (IND) | B     | 61.72 | 112           | 116           | 118           | 12                | 140            | 145            | 147            | 12                | 263   |
| 13                | Iván García (ESP)             | B     | 61.83 | 110           | 116           | 116           | 14                | 135            | 140            | 145            | 13                | 261   |
| 14                | Noriyasu Ban (JPN)            | B     | 61.38 | 112           | 115           | 117           | 13                | 141            | 141            | 141            | 15                | 258   |
| 15                | Sakda Meeboon (THA)           | B     | 61.52 | 97            | 102           | 108           | 17                | 135            | 140            | 144            | 14                | 252   |
| —                 | Ghenadie Dudoglo (MDA)        | A     | 61.54 | 122           | 122           | 125           | 10                | 145            | 145            | 145            | —                 | —     |
| —                 | Ahmed Saad (EGY)              | A     | 61.66 | 125           | 130           | 132           | 6                 | 160            | 160            | 160            | —                 | —     |
| DSQ               | Valentin Hristov (AZE)        | A     | 61.17 | 136           | 139           | 141           | —                 | 170            | 176            | 176            | —                 | —     |